# دنا أ

بنية الدنـا أ.

الدنـا أ (بالإنجليزية: A-DNA)‏ أو الحمض النووي الريبوزي منقوص الأكسجين أ هو أحد هيئات اللولب المزدوج التي يمكن أن يتخذها الدنا، يعتقد أن الدنا أ أحد ثلاث هيئات نشطة للولب المزدوج بالإضافة إلى الدنا ب والدنا ز وهو يميني الإتجاه ويشبه إلى حد ما هيئة الدنا ب الأكثر شيوعا لكن مع هيئة بقطر أكبر وسن لولبي أقل وقواعد ليست عمودية على محور اللولب المزدوج.
تم اكتشافه بواسطة روزاليند فرانكلين التي قامت بتسمية الدنا أ والدنا ب كذلك وأظهرت أن الدنا يأخذ الهيئة أ تحت ظروف الجفاف وهي ظروف شائعة الاستخدام في تشكيل البلورات والعديد من هيئات الدنا البلورية هي على الهيئة أ ، نفس الهيئة اللولبية تظهر في جزيئات الرنا ثنائية السلاسل وفي اللوالب المزدوجة الهجينة دنا-رنا.

## البنية

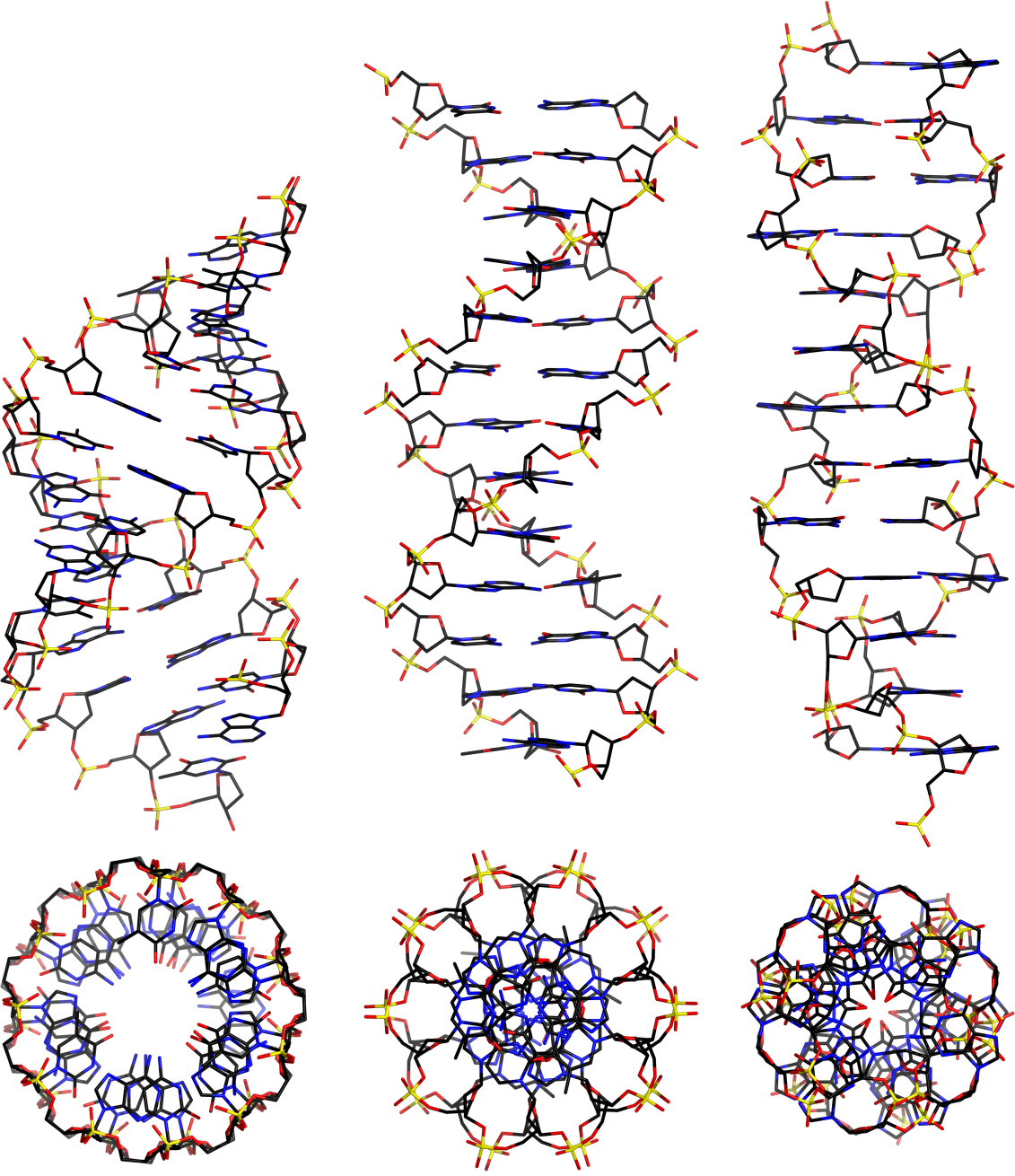
من اليسار إلى اليمين: منظر جانبي وعلوي لهيئات الدنا أ، ب، ز

الدنا أ يشبه إلى حد ما الدنا ب لأن كلاهما يميني الاتجاه ويحوي ثلما كبيرا وآخر صغيرا لكن وكما يوضح جدول المقارنة بالأسفل، هنالك زيادة طفيفة في عدد القواعد مقابل كل دورة (ينتج عنه زاوية التواء أصغر) وبعد أقل بين القواعد داخل اللولب (ما يجعل الدنا أ أصغر بـ 20-25% من الدنا ب). الثلم الأكبر في الدنا أ عميق وضيق يقابله ثلم صغير واسع وسطحي، كما أن الدنا أ اعرض ومضغوطا أكثر على طول محوره من الدنا ب.

## مقارنة بين أشكال الدنا الرئيسية الثلاث
| خصائص                                                | دنا أ        | دنا ب        | دنا ز                                     |
| ---------------------------------------------------- | ------------ | ------------ | ----------------------------------------- |
| اتجاه اللولب المزدوج                                 | يمين         | يمين         | يسار                                      |
| تكرار الوحدة                                         | 1 bp         | 1 bp         | 2 bp                                      |
| زاوية دوران اللولب المزدوج لكل زوج قاعدي             | 32,7°        | 34,3°        | 60°/2                                     |
| عدد الأزواج القاعدية لكل دورة للولب المزدوج          | 11           | 10,5         | 12                                        |
| السن اللولبي للولب المزدوج لكل دورة                  | 2.82 نانومتر | 3.32 نانومتر | 4.56 نانومتر                              |
| البعد بين القواعد داخل اللولب المزدوج                | 0.26 نانومتر | 0.34 نانومتر | 0.37 نانومتر                              |
| القطر                                                | 2.3 نانومتر  | 2.0 نانومتر  | 1.8 نانومتر                               |
| انحناء الأزواج القاعدية بالنسبة لمحور اللولب المزدوج | +19°         | −1,2°        | −9°                                       |
| متوسط الالتواء (propeller twist)                     | +18°         | +16°         | 0°                                        |
| اتجاه القواعد بالنسبة للسكر                          | عكس          | عكس          | بيريميدين : عكس بيورين : مع               |
| انحناء روابط ذرات السكر (Sugar pucker)               | 'C3-إندو     | 'C2 - إندو   | سايتوسين : 'C2 - إندو غوانين : 'C2 - إكسو |